# Veronica Smedh
Veronica Smedh (Sundsvall, 8 ottobre 1988) è un'ex sciatrice alpina svedese specialista delle prove tecniche.

## Biografia
Attiva in gare FIS dal dicembre del 2003, la Smedh ha esordito in Coppa Europa il 2 dicembre 2004 a Åre, classificandosi 27ª in slalom gigante, e in Coppa del Mondo il 10 novembre 2007, quando ha preso parte allo slalom speciale di Reiteralm senza concludere la prima manche. Un mese dopo, l'11 dicembre, ha ottenuto il suo primo podio in Coppa Europa, piazzandosi 3ª nello slalom speciale disputato ad Alleghe/Zoldo Alto.
In Coppa del Mondo ha conquistato i primi punti il 15 febbraio 2008 con il 22º posto nello slalom speciale di Zagabria Sljeme e ha ottenuto il miglior piazzamento il 13 dicembre dello stesso anno a La Molina in slalom gigante (13ª); nel 2009 è stata convocata per i Mondiali di Val-d'Isère, sua unica presenza iridata, dove ha chiuso la prova di slalom speciale al 30º posto.
Il 7 febbraio 2013 ha conquistato il suo unico successo in Coppa Europa, nonché ultimo podio, nello slalom parallelo di San Candido e il 10 marzo successivo ha preso per l'ultima volta il via in Coppa del Mondo, nello slalom speciale di Ofterschwang che non ha completato. Si è ritirata al termine della stagione 2014-2015 e la sua ultima gara è stata lo slalom gigante dei Campionati svedesi 2015, disputato a Sundsvall il 27 marzo e chiuso dalla Smedh al 13º posto.

## Palmarès

### Universiadi
- 1 medaglia:
  - 1 bronzo (slalom gigante a Trentino 2013)

### Coppa del Mondo
- Miglior piazzamento in classifica generale: 85ª nel 2009

### Coppa Europa
- Miglior piazzamento in classifica generale: 5ª nel 2008
- Vincitrice della classifica di slalom parallelo nel 2013
- 7 podi:
  - 1 vittoria
  - 3 secondi posti
  - 3 terzi posti

#### Coppa Europa - vittorie
| Data            | Località    | Paese  | Specialità |
| --------------- | ----------- | ------ | ---------- |
| 7 febbraio 2013 | San Candido | Italia | PR         |

Legenda:

PR = slalom parallelo

### Campionati svedesi
- 10 medaglie[1][2]:
  - 3 ori (supercombinata, slalom parallelo nel 2007; slalom parallelo nel 2008)
  - 1 argento (slalom gigante nel 2009)
  - 6 bronzi (slalom speciale nel 2005; supergigante, slalom gigante nel 2007; supergigante, slalom gigante nel 2008; slalom gigante nel 2010)